# Șapte instrumente de bază ale calității
Cele șapte instrumente de bază ale calității sunt o denumire dată unui grup determinat de tehnici grafice, identificate ca fiind cele mai utile pentru rezolvarea problemelor referitoare la calitate, conform cu American Society for Quality (Societatea Americană pentru Calitate). Acestea sunt denumite de bază deoarece sunt convenabile pentru persoane cu puțină instruire formală în statistică și din cauză că pot fi utilizate pentru rezolvarea majorității vaste a problemelor referitoare la calitate.
Cele șapte instrumente sunt:  
- Diagrama cauze și efect (cunoscută și ca diagrama „os de pește” sau diagrama Ishikawa)
- Fișa de verificare
- Fișa de control
- Histograma
- Diagrama Pareto
- Diagrama de dispersie (engleză Scatter diagram)
- Stratificare (alternativ, diagrama procesului sau diagrama de succesiune a datelor).

Denumirea a apărut în Japonia postbelică, inspirată de cele șapte arme faimoase ale lui Benkei.. Este posibil ca [denumirea] să fi fost introdusă de Kaoru Ishikawa , la rândul său influențat de o serie de conferințe ținute de W. Edwards Deming pentru inginerii și oamenii de știință japonezi în 1950. În acele timpuri, companiile care au început instruirea forței lor de muncă în privința controlului statistic al calității au constatat că complexitatea subiectului a intimidat marea majoritate a muncitorilor lor și a redus instruirea pentru a se concentra mai întâi pe metode mai simple care sunt suficiente pentru multe probleme referitoare la calitate.
Cele șapte instrumente de bază se află în contrast cu metode statistice mai avansate, ca de exemplu eșantionarea pentru cercetare (engleză Survey sampling) , eșantionarea pentru acceptare, testarea ipotezelor statistice, proiectarea experimentelor, analiza multi-variabile și diferite metode dezvoltate în domeniul cercetării operaționale.
The Project Management Institute (Institutul de Management al Proiectelor) face referire la Cele Șapte Instrumente de Bază în A Guide to the Project Management Body of Knowledge ca un exemplu de instrumente generale utile pentru planificarea și controlul calității proiectelor.